# Epijapyx
Epijapyx es un género de Diplura en la familia Japygidae.

## Especies
- Epijapyx corcyraeus (Verhoeff, 1904)